# Масниця

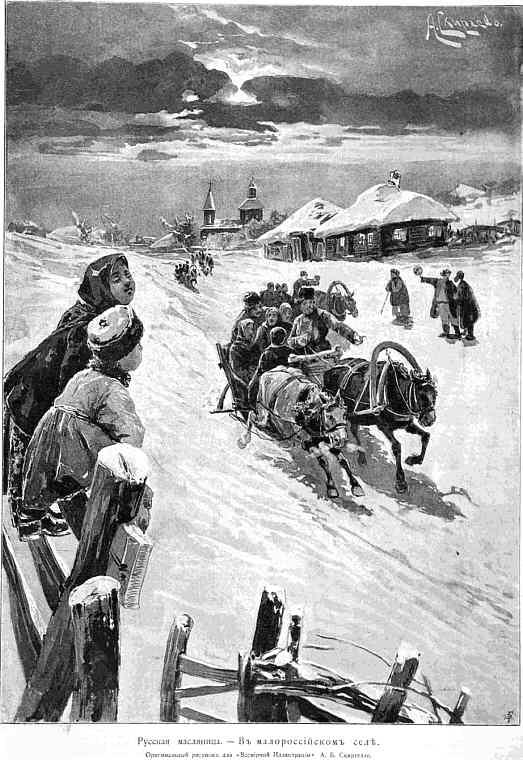
Масниця в Україні. «Всемирная иллюстрация», 1896

Ма́сниця, рідше Ма́сляниця, Запусти, Пу́щення, Сиропу́ст, Масни́й тиждень, Си́рний тиждень, Сиропу́сний тиждень, Си́рна неділя — традиційне східнослов'янське, зокрема й українське свято, що відзначається протягом тижня перед Великим постом. 
Cвято закінчення зими і початку весни відоме майже всім європейським народам, хоча й із різними назвами. Християнська церква прив'язала його до тижня напередодні Великого посту. Саме тому свято не має чітко встановленої дати в календарі, а залежить від дати Великодня, яка, як відомо, є змінною. Зазвичай вона припадає на кінець лютого — початок березня і займає, ніби проміжне місце між зимою та весною. Його відзначення полягає у проведенні гучних святкувань — карнавалів (серед яких найвідоміший Венеційський карнавал з характерними масками і розкішними костюмами). Власне й саме слово «карнавал» походить від латинського carnem vale — м'ясо прощай. У чехів це свято називається масопуст (чеськ. masopust), у словаків — фашіанг (словац. fašiangy), у поляків — остатки (пол. ostatki), у словенців — пуст (словен. pust), у болгар — сирні заговезни, у македонців — поклади, у сербів — покладе, у росіян — маслениця. На більшій території України це свято відоме як Масниця, в окремих регіонах побутують також такі назви як Колодій, Запусти, Пущення, Заговини, Сирний тиждень.
Центр, схід і південь святкує Масниці, які теж називають «Колодки» чи «Колодієм». В побуті вживаються ще інші назви «Заговини», «Ніжкові заговини», наприклад.
Масниці це те ж, що Масний, він же Тлустий, Жирний тиждень в багатьох культурах. Західніші регіони України називають цей тиждень Запусти/Запуст, Сиропуст (бо ще можна їсти сир та інший набіл). Цей тиждень відомий найбільше за обрядом Колодія, який святкували по всій Україні.
Свято активно відзначалося не лише в період язичництва, а й після запровадження християнства князем Володимиром у 988 році. Найбільш активного святкування Масниця набула у IX—XII століттях, в часи і на теренах Київської Русі.[джерело?]
Колодій збігався в часі із Сиропусним тижнем, останнім тижнем Масниці. Це останній напередодні Великого посту тиждень, коли можна було справляти весілля. Цей тиждень також називали Бабським тижнем або просто Бабським, а Колодій, відповідно, Бабським святом. Протягом цього тижня чоловікам належало слухатися жінок і витримувати їхні збиткування.
Християнська церква додала Масницю у свій календар, проте свято так і не набуло християнського змісту. Але оскільки християнство почало бути панівною релігією в Україні, то з часом автентична дата святкування Масниці була забута. Н. Дубровський зауважує, що багато обрядів є чисто зимовими і не можуть відзначатися навесні 

## Традиції
В обряді носити Колодку чітко простежується елементи глибинних рудиментів — «законодавцями» були не чоловіки, а жіноцтво.
Обряд колодки чи Колодія відзначали напередодні Великого посту — останнього тижня м'ясниць. Це був, власне завершальний термін, коли ще можна було справляти весілля.

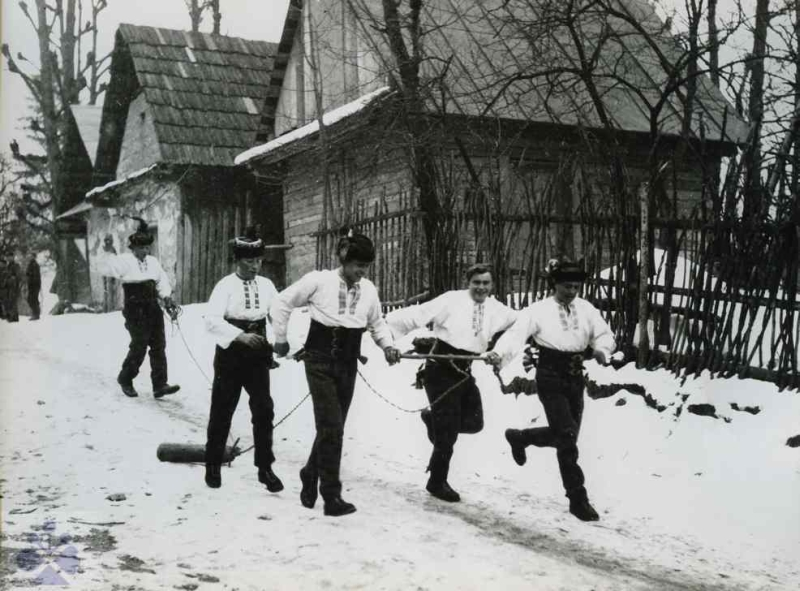
Схожі традиції є у наших сусідів. Неодружені словацькі парубки «тягають колодку». Фото до 1940-го року.

Слов'янський обряд передбачав на Масницю дівчатам і неодруженим хлопцям прив'язувати до ноги дерев'яну колоду на знак засудження або покарання за те, що вони не одружилися в належний час. У цей тиждень старші жінки жартома «карають» тих молодих парубків, які протягом року не знайшли пари і не одружилися. Таким був звичай наших Предків — усе живе мусить бути в парі. Тих, хто не знаходив собі дівчини, вважали причиною порушення гармонії, ладу в природі.
Неодруженим парубкам чіпляли до ноги колодку, яку виготовляли спеціально для цього обряду, обплітали її стрічками, квітками. Цю відзнаку парубок повинен був волочити за собою, поки не дасть відкупного, тобто не пригостить жінок за таку честь, яку вони влаштували для нього. Такі обряди мали виховне значення, примушували замислитись про продовження роду, сприяли пошукам нареченої.
Одружені жінки у понеділок зранку збираються в корчмі «колодкувати». Одна з них кладе на стіл невеличке поліно або палицю — Колодку. Інші беруть по черзі і вповивають її шматками полотна, потім знову кладуть на стіл. Це значить, що Колодка «народилася». Купують наливки, сідають за стіл навколо колодки, п'ють і поздоровляють одна одну з «народженням». Потім ходили по селу і прив'язували Колодку, тобто загорнуте у полотно полінце, до ноги парубкам та дівчатам які не скористалися з весільного сезону і не побралися, а також їхнім батькам, що «досі не пошлюбили» дітей. Особливо ж тим, які відмовили нареченому і сватам. Звісно, що ніхто не бажав ходити з таким собі «ярликом», а тому одразу ж давали жінкам певний відкуп. Ним могли бути кольорові стрічки, намисто або ж наїдки, горілка і солодощі.
Дівчата теж в'яжуть Колодку, але тільки парубкам, і вже не до ноги, а до лівої руки. Дівоча Колодка оздоблена барвистими стрічками та паперовими квітами. Парубки повинні платити дівчатам викуп за Колодку грішми або подарунками: намистом, стрічками, шовковою хусткою.

## Бабський тиждень
В Україні Масниці мають свою яскраво виражену індивідуальність.
Зокрема на Поділлі хлопці пригощали дівчат горілкою, пивом, солодощами — купували (запивали) Колодку. У подяку за це кожна дівчина вишивала перкалеву хусточку, оздоблюючи її квітками та ініціалами свого обранця, та дарувала йому на Великдень — повертала Колодку. Такі обряди нерідко завершувалися укладанням шлюбу.
Головним почастунком на Масницю є вареники з сиром і сметаною, пироги з сиром, налисники. Головним напоєм — наливки і інші трунки. Головним місцем події виступає шинок.
Свято Колодія характерне лише для України та Білорусі і сягає своїми коренями ще глибоко дохристиянських часів. Протягом цілого тижня паралельно з іншими обрядами проходило коротке Колодчине життя.

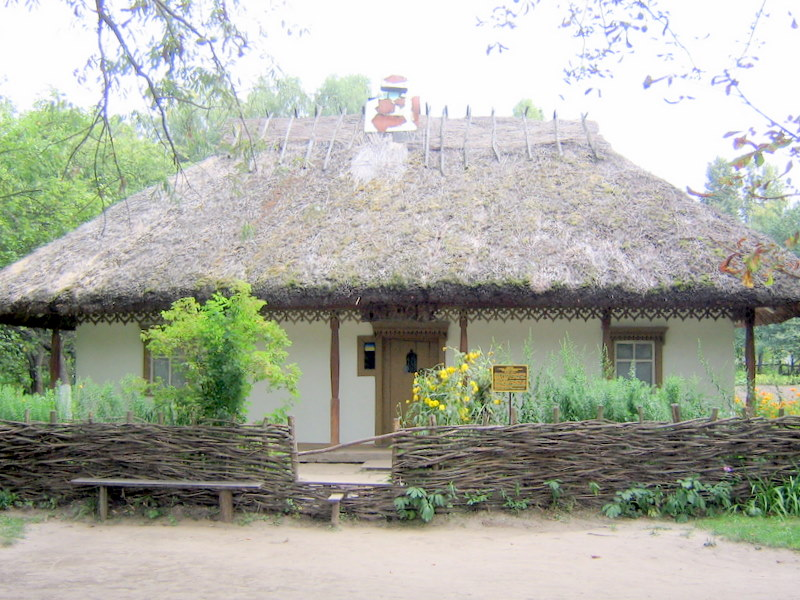
Шинок. с. Рудяків, Переяславський повіт, Полтавська губернія. 1890-ті роки

У понеділок Колодка «народжувалась», у вівторок — «хрестилася», у середу справляли «похрестини», у четвер «помирала», у п'ятницю Колодку «хоронили», а в суботу «оплакували». У неділю ж наставала кульмінація Колодія, а заразом і Колодчиної долі. Молоді жінки «волочили» Колодку.
Як і молодиці, дівчата в цей день п'ють трунки і співають:
Не пускає мене мати: На вулицю погуляти,
А хоч пустить, то пригрустить:
 — Іди, доню, не барися:
У сінечки та й вернися!
Бо на дворі піст наступає,
А хто його проскаче,
Той Великодня не побаче …
У четвер на цьому тижні господині збираються компаніями і спеціально п'ють та гуляють — «щоб телята водились!» Вони ж і не прядуть на цьому тижні — «щоб масло не гіркло!»
У п'ятницю — частунок тещі. Колись в Україні був звичай двічі на рік частувати тещу — «щоб горло не пересихало». Хто одружувався в осінні М'ясниці, той урочисто віз тещу до себе в гості на другий день Різдвяних Свят — якщо добра, або на третій — якщо зла. Хто ж оженився в різдвяні М'ясниці, той возився з тещею в п'ятницю на Масницю. Разом з тещею запрошувались ще й інші родичі. Частуючи гостей, зять говорив: «Пийте, люди добрі, по повній чарці, хай у моєї тещі горло не пересихає!» (натяк на сварливість).

## Ніжкові заговини
На перший день Загальниці, в останній тиждень М'ясниць, за стародавнім звичаєм готувався холодець зі свинячих або баранячих ніжок; тому цей день ще називався Ніжкові заговини.
|  | То неправда, що на «ніжкові заговіни» не можна пити горілки, бо завушниця буде. Що ж то за Масляна без питва?! Всі люди п'ють, і ми, було, вдома п'ємо, а завушниці у мене ніколи не було. Ще як був живий мій батько, царство йому небесне, було, прийдемо з церкви, посідаємо обідати, а він і каже: «Давай, сину, чарки та вип'ємо, щоб усе було гоже, а що не гоже — не дай, Боже!» Поналиває, бувало, і ми вип'ємо по першій. Пили всі: і мати моя, і сестра, і брат, і гості, коли траплялися ... А як закусимо по першій, то тато покладуть ложку на стіл і кажуть: «Ну, сину, піднось ще по склянці, бо після однієї не обідають — гріх!» Я піднесу ... а тоді ще й по третій, четвертій... А коли вже вип'ємо по останній до вареників, то тато заспівають, бувало: Ой, вип'ємо, родино, Щоб нам жито родило, І житечко, і овес — І зібрався рід увесь. |

На Слобожанщині хлопці та дівчата, після вечері на Ніжкові заговини збирали зі столу кістки, виходили на подвір'я, ставали під коморою і кидали кістками у ворота. Існує повір'я, що хто в цей вечір не докине від комори до воріт свинячою кісткою, той до Великодня не доживе.

## Релігійні особливості

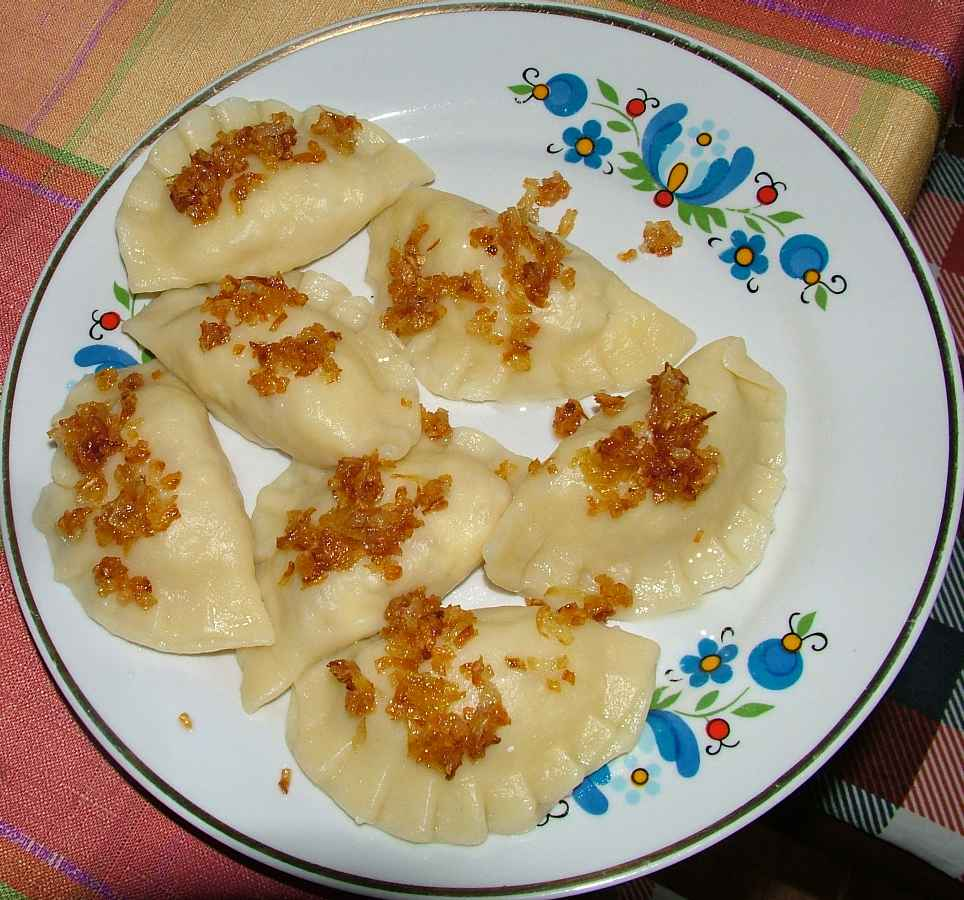
Вареники — традиційний почастунок на свято.

Починається святкування Масниці перед Великим постом, який триває 48 днів до Великодня.
Сиропусний тиждень складається з трьох частин: «зустріч» у понеділок, кульмінаційна точка або «перелом» у «широкий четвер» і «прощальна неділя».
Практика сиропусного тижня і неділі дуже давня. Про неї згадує вже александрійський патріарх Теофіл († 412), а перед тим установлена М'ясопусна седмиця й неділя. Синаксар на сирну суботу каже, що, на думку декого, сиропусний тиждень став законом за грецького цісаря Гераклія (610—641). Той шість літ воював з перським царем Хозроєм і дав обітницю, що коли виграє війну, то не буде їсти м'яса цілий тиждень перед Великим постом. У суботу перед Сиропусною неділею свята Церква, щоб дати нам приклад і заохотити до посту й покути, відзначає пам'ять усіх святих мужів і жінок, що від найдавніших часів провели своє життя у молитві, пості й покути. Тут передовсім ідеться про тих, хто протягом віків жив життям посту й покути чи то по монастирях, чи на пустині одинцем.
Сирна Седмиця завершиться Прощеною неділею. Цього дня у церкві здійснюється чин прощення, коли духовенство та парафіяни взаємно просять прощення одне в одного, щоб вступити у Великий піст з чистою душею.
У давнину в монастирях Сходу був гарний звичай: відбувати обряд взаємного прощення у Сиропусну неділю. Цей обряд виконувався увечері після скоромної вечері. Усі монахи в присутності вірних просили один в одного прощення за свої провини, обіймалися і давали поцілунок миру. Миряни також просили один в одного взаємне прощення. Подекуди при обряді прощення співали стихири Пасхи: «Пасха священная нам днесь з'явилася…». Остання стихира закінчується закликом до взаємного прощення: «…і друг друга обіймім! Промовмо: „Браття“, — і тим, що ненавидять нас; простім усе…». Цей спів стихир Пасхи мав означати, що як у дні Христового Воскресіння, так і тепер, на вступі до Великого посту, треба один одному все пробачити задля Христа, що задля нас постив, терпів і воскрес.
Цей дуже зворушливий обряд прощення зберігався ще в Києво-Печерській Лаврі до часу приходу влади комуністів. І тут усі монахи мали спочатку скоромну передпісну вечерю. Потім усі, настоятелі й звичайні монахи, одягалися у монаші мантії та йшли до церкви. Усі настоятелі Лаври, від найвищого до найнижчого, ставали поряд посередині церкви, а вся братія Лаври, яких кількасот осіб, підходили до настоятелів, падали на коліна один перед одним і зі словами: «Прости мені, Отче», — чи — «Прости мені, Брате», трикратно цілували один одного. А митрополичий хор співав при тому стихиру з Великої вечірньої Сиропусної неділі: «Сіде Адам прямо Рая, і свою наготу ридая плакаше…». Після обряду прощення всі мовчки розходилися.
На Пущенні, чи Сирному тижні немає посту в середу й п'ятницю, кожен день можна вживати молоко, яйця і рибу, але м'яса вже не їдять. У православних храмах починають здійснювати Великопісні служби.

## Обрядова їжа
Холодець зі свинячих ніжок, вареники з сиром, налисники, сир, капуста з олією, капусняк, «огірки» — розсіл огірковий, яєшня на маслі, сир зі сметаною, різні каші, борщ з рибою, локшина на молоці та інші пісні страви, в розумінні не м'ясні.
В Галичині є традиції пекти пампухи і смажити хрусти/вергуни. Це не є дуже поширеним, і виглядає на вплив центральноєвропейської традиції «тлустого» четверга чи вівторка (залежно від країни). Пампухи «pączki» є дуже популярними в цей період в Польщі та польських діаспорах США і Канади.
Але хай там як, сенс останнього тижня перед постом в Україні — приготувати себе до нього духовно і фізично. Їжа полегшується, м'яса не їмо ще з попереднього тижня (Мясопуст). Тобто по суті це спокійний час, примирення з собою і оточуючими, намагання вирішити образи, очікування посту. Закінчується Прощеною неділею.

## Тлумачення української традиції
На думку етнолога, кандидата філологічних наук, завідувачки науково-дослідного відділу інноваційних технологій та популяризації культури Українського центру культурних досліджень Валентини Телеуця, Масниця — це «українське свято на честь весняного пробудження природи, одне з праслов'янських свят, яке сягає доби Трипільської культури». Його в нас ще називають Колодій, Колодка, Сирна неділя, Пущення, Загальниця. За давніми традиціями на Масницю варили вареники. На козацьких землях це була головна ритуальна страва. Недарма ж козаки жартували, що на Масницю й турки вареники їдять.
Традиція випікання млинців впровадилися у нас в радянський час. За Радянського Союзу на всій його території проводили однакові свята, щоб традиції етносів, які входили до складу країни, відходили на периферію і їх не згадували, — на думку доктора філологічних наук, завідувачки кафедри фольклористики Інституту філології Київського національного університету імені Тараса Шевченка Олени Івановської.
Слід знати, чому Маслєніца і Масляна звучать майже однаково. У Росії «блины» з гречаного борошна смажили на рослинній олії, яка там називається «постным маслом», тоді як в українців масло — це продукт, виготовлений з коров'ячого молока. Та й сир на тих теренах — це «творог», тому «сиропустна неділя» там мала б називатися «творожнопустна». Назву обряду в інші землі принесли українські священники, котрі століттями служили далеко за межами рідної країни.
Фольклористи із козацького селища «Мамаєва слобода», що в мальовничому київському урочищі, з якого бере початок річка Либідь зазначають, що російська Маслєніца це зовсім не Масниці і Колодій. Свята відрізняються не лише обрядовими стравами, музичним оформленням, а й своєю суттю та значенням. На Московщині, де цими днями проводжали зиму, пили багато горілки, бражки з «блинами», поминальною їжею, бо опудало зими спалювали, вона помирала. Одним з обов'язкових атрибутів свята в наших сусідів були бої «стінка на стінку», що не обходилися без крові.
І директор скансену «Мамаєва слобода» Костянтин Олійник, говорить, що Колодій нічого спільного з російською Масляницею немає. Російський варіант свята «с блінамі», «штурмамі кріпастєй», «к тьощі на бліни» з'явився в Україні за правління Брєжнєва. Великі індустріальні центри були заселені людьми з півночі Уралу. Природно, що вони хотіли бачити тут частину своєї батьківщини — Росії. Відродження російських традицій вважалось прекрасним явищем. В Києві ця красота з'явилася на початку 1980-х, у Голосіївському парку робили оці блін… млинці, наливали горілку.
В Україні інша назва свята Колодій, — продовжує розмову фахівець з нематеріальної культурної спадщини Валентина Телеуця. — У прадавньому розумінні Колодій — це маленький Сонце-Божич, який підріс і набрався сили розкручувати Сонячне Коло, тобто став Коло-Дієм. Наші предки вважали Колодку символом продовження роду. Тож свято супроводжувалося обрядами, пов'язаними не лише з проводами зими й зустріччю сонця, а й такими, що закликали до загального примирення, злагоди і всепрощення. Недарма в українців останній день тижня називається ще й Прощеною неділею, коли треба забувати всі образи та всіх прощати. Ця традиція збереглася й донині.
А ось традиція Колодки, коли під час народних гулянь дівчата й парубки, що не знайшли собі пару, а також їхні батьки, які не одружили своїх дітей, на покару волочили прив'язаний до ноги шматок дерева — колодку, була практично втрачена в радянський час.
Масниці за радянських часів намагалися зросійщити, влаштовуючи так звані «Русские Масленицы», — на думку журналістки, власниці етнографічної садиби на Чернігівщині Віри Кульової. — У нашому селі в часи мого дитинства у цей тиждень, як і велося за давніх часів, варили вареники з різною начинкою — у кого що в хаті було, бо жили бідно. А про «Русскую Масленицу» (деякі запопадливі керівники містечок влаштовували ще й проводи «Русской зимы») я дізналася в студентські роки. Пам'ятаю, дорогою з Чернігова до Києва в Козельці побачила величезні щити з написом «Проводы русской зимы», ясна річ, була просто шокована. До чого на Чернігівщині «русская зима», куди її проводжати?! Вже потім зрозуміла все. А тоді дивувалася тупоумству місцевої влади.
Як розповідає провідний методист Волинського обласного центру народної творчості Ірина Хмілевська, завдяки зусиллям фольклористів та етнологів, молоді, що не цурається прадідівських традицій і звичаїв, свято Колодія в їхньому регіоні рік за роком відновлюється та збирає дедалі більше шанувальників і учасників. Наступної неділі, в останній день перед Великоднім постом, Сонце-Божич згукує містян та гостей Луцька до замку Любарта, де Коло-Дій з Великою Богинею Матір'ю Макош (Матір Коша), що визначала жіночу долю, через пісні, танці, жарти й частування ладнатимуть пари й вестимуть їх до шлюбу, щоб український рід не біднів.
На думку наукового редактора журналу «Локальна Історія» і етнографа, свята, яке називають Масляна, в українців ніколи не було. Воно не має нічого спільного з українською культурою… Організатори подібних маслянічних заходів ігнорують (свідомо чи несвідомо) автентичні українські традиції цього свята, яке має свою національну специфіку суттєво відрізняється від російського…
Свою автентичну назву це свято має в українців. Термін Масляна є похідною словоформою від російської «Маслєніци». Саме цю назву агресивно нав'язують українцям зусібіч, іменуючи її «давньослов'янською». Натомість ігноруються власне українські назви свята, серед яких найбільш поширеним здавна була — Масниця. В окремих регіонах побутували також такі назви як Колодій, Запусти, Пущення, Заговини, Сирний тиждень.
Святкування Масниці в більшості регіонів України мало громадський характер і передбачало влаштування гучних забав, веселощів, приготування і споживання страв, які на період посту ставали табуйованими, тобто, насамперед, м'ясних та молочних. Символічне значення ритуалу наїдатися перед постом у народній свідомості мало на меті забезпечення добробуту, достатку і багатства.
Самобутні традиції відзначення Масниці в українців зберігалися до середини ХХ ст. Неодмінним атрибутом святкування і найважливішою стравою є вареники з сиром, политі маслом та сметаною. «Почекайте вареники, прийде на вас Масниця», — говорить українська народна приказка. В той час у росіян стравою-відповідником, маркером свята є «маслєнічниє бліни», у поляків — смажені пончики з повидлом, у хорватів — булочки з начинкою «крафне».
Найвідомішим і найцікавішим елементом традиційної для українців Масниці є обряд «колодки». Колодкою називали дерев'яне поліно, яке прив'язували неодруженим парубкам, символічно караючи їх за те, що вони вчасно (тобто до початку посту) не одружилися. Відкупитися від колодки парубок міг лише одним способом — вгостити жінок горілкою або ж дати грошей. У жартівливій формі громада осуджувала неодружену молодь, заохочуючи до продовження роду. Аналоги цього звичаю зустрічаємо більшості у слов'янських народів, зокрема в: Словенії, Хорватії, Білорусі.
Натомість в Росії осудження відбувалося передусім за допомогою частушок. 
Важливим елементом масниці було поховання Колодія, відоме у кількох локальних варіантах. В його основі розігрування народження та поховання дерев'яної ляльки — колодки, що уособлювало знищення образу зими. Натомість звичай виготовлення маслєнічних опудал і їх спалювання — явище притаманне для російської традиції і нічого спільного з українською народною культурою немає. У радянський час відзначення Масляної, як свята проводів зими, за російським сценарієм, пропагували державні відділи культури в багатьох українських містах. Отож, не дивно, що нині ми знаємо звичаї північного сусіда краще, аніж свої власні, які мають самобутній національний характер та колорит.
На погляд відомої кулінарки і блогерки Маріанни Душар, виходить те, що «Маслєніцу з блінами» (а не варениками) в попсовій формі нам занесли за радянських часів, чи може ще й раніше. Ймовірно це була дифузія подібних, але багато в чому інших російських традицій. Згрубша, так само як колись язичницькі традиції заступалися християнськими. А що назви схожі (Масниці і Маслєніца) то особливо ніхто в деталі не спішить вдаватися. Зараз російська «Маслєніца» є добрим маркетинговим інструментом для кнайп та супермаркетів. Бо під цей весь шум можна трохи більше продати тематичних харчів і до них.